# Бастилия
Бастилията (на френски: Bastille; (френско произношение: [bastij]) букв. – „крепост, затвор“) е историческа крепост, която се е издигала на мястото на настоящия Площад на Бастилията в Париж, Франция. Играла е важна роля във вътрешните конфликти на Франция и през по-голямата част от съществуването си е служела на френските крале за държавен затвор. 
В началото на Френската революция -  на 14 юли 1789 г. - е превзета от разбунтувалите се парижани. Скоро е разрушена и на нейно място е създаден площад. Впоследствие Бастилията става символ на републиканското движение; сред писателите, силно допринесли за зараждането на тази представа, е романтичният историк Жул Мишле, който свързва превземането ѝ с преобразуването на Кралство Франция в република.
От 31 януари 1879 г. датата 14 юли е национален празник на Франция. Празникът е повод за много празненства: балове, концерти, заря, президентски речи и военни манифестации.

## История
Крепостта е построена през 1382 година като част от укрепителната система на Париж при портата Сент Антоан. Има стени, високи около 30 метра, осем кули и е заобиколена с широк ров, пълен с вода. Придобива важна стратегическа функция по време на Стогодишна война, Религиозни войни във Франция и Фрондата. От момента на създаването си крепостта е използвана като кралски затвор (често затворниците попадат там просто по заповед на краля, известна като lettre de cachet, без всякакъв съдебен процес и вкарването им вътре става в обстановка на тайнственост, така че да не се разбере, който точно е скрит зад маската, с каквато е било обичайно да се закриват лицата им) за аристократите, изпаднали в немилост, но постепенно там започват да затварят и по-обикновени затворници, които за разлика от благородните обитатели на крепостта са водили доста окаян живот. Бастилията е известна и като място за мъчения и екзекуции, а част от нея е използвана и като кралска хазна. Луи XI изпраща там непокорните феодали, а кардинал Ришельо – политическите си противници. Функциите на затвор са окончателно затвърдени при Луи XIV, макар че продължава да се нарича кралски замък, а бюджетът ѝ се определя заедно с останалите кралски дворци.
- Арестът на комендант де Люне
- Превземане на Бастилията на 14 юли 1789 г.
- Площад „Бастилия“ с Юлската колона в центъра и операта „Бастилия“ отдясно.

През пролетта на 1789 г. в Бастилията има сравнително малко затворници, но в нея се съхраняват оръжие и барут, във връзка с което е нападната от въстаналите граждани на Париж. Според текстове от това време (писма на един участник в събитията), превземането на сградата е станало почти без сблъсъци. Около 1000 бунтовници нахлуват в сградата, защитавана само от една шепа хора, за да търсят оръжия. Щурмът започва около обяд и макар че вижда, че съпротивата е безсмислена, комендантът Бернар-Рене Журдан дьо Лоне (на френски: Bernard-René de Launay) я отбранява до момента, когато срещу стените са изправени 5 оръдия. Той капитулира, след което е арестуван и убит от разярена тълпа.
Макар и осъществена от революционерите, идеята за унищожаването на Бастилията е обсъждана при управлението на Луи XVI още преди Революцията и вероятно е била одобрена от неговия финансов министър Жак Некер. След превземането на крепостта, незабавно, под ръководството на предприемача Пиер-Франсоа Палой, започва разрушаването й, което трае около 1 година. Камъните от стените ѝ са използвани за построяването на сгради и мостове в околността. Все още могат да се видят останки от нея, изложени на спирка на метрото „Площад Бастилия“ в Париж.
На мястото на Бастилията са били разположени множество парижки забележителности, включително гигантският гипсов макет на "Слона на Бастилията" (в романа на Викор Юго "Клетниците" - мястото, служещо за приют на гамена Гаврош и няколко други бездомни деца), както и близката Юлска колона. В наши дни на мястото на Бастилията има площад и сграда на Парижката национална опера (Opéra_National_de_Paris), която е построена по инициатива на френския президент Франсоа Митеран и е открита на 13 юли 1989 г., по повод 200-годишнината от разрушаването на крепостта.

## Известни затворници
- Волтер
- Маркиз дьо Сад
- Желязната маска
- Никола Фуке - виден финансист и бизнесмен от времето на Луи XIV